# Angelim vermelho

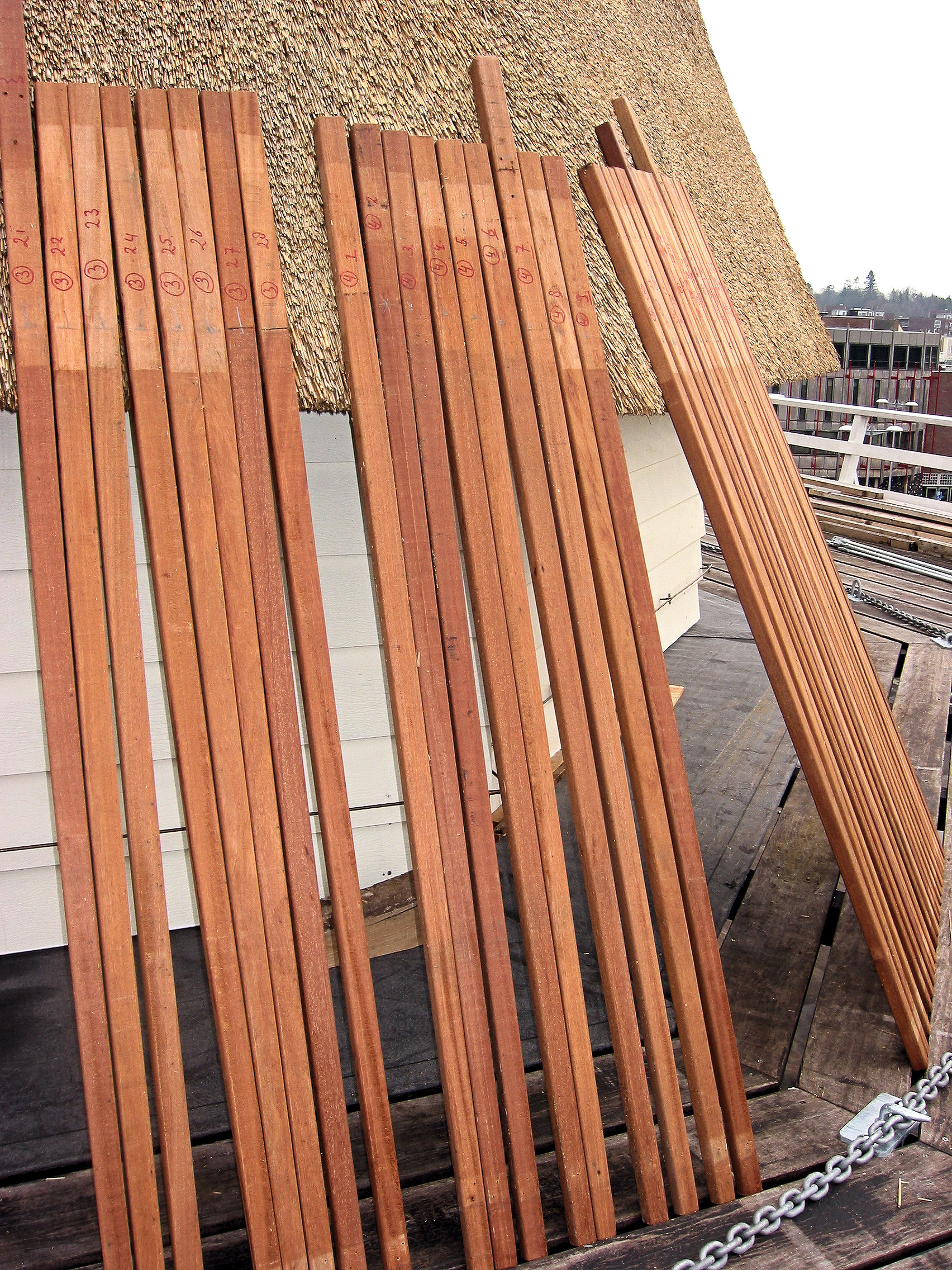
Heklatten van Angelim vermelho bij de Concordiamolen

Angelim vermelho of angelim is een tropische houtsoort. Het hout is geelbruin en kleurt later naar roodbruin. Het hout heeft een vrij sterke kruisdraad. Het naar vogelpoep ruikende hout is door de reuk binnenshuis niet te gebruiken. De volumieke massa varieert tussen de 950 en 1050 kg/m3 bij 12% vochtgehalte.  
Het hout wordt onder andere gebruikt voor zwaar constructiewerk in de water-, bruggen- en scheepsbouw en voor havenwerken en damwanden, maar het wordt ook voor andere toepassingen gebruikt.
Het wordt geleverd door Dinizia excelsa (familie Leguminosae), een boomsoort die groeit in, onder andere, Brazilië.